# Луи Арагон
Луи Арагон (на френски: Louis Aragon), роден Луи-Мари Андрийо (на френски: Louis-Marie Andrieux) е френски поет, редактор, журналист и романист, представител на дадаизма и сюрреализма, член на Гонкуровската академия. Той е деятел на Френската комунистическа партия и носител на Ленинска награда за мир (1957 г.). Мъж е на френската преводачка и писателка Елза Триоле.
От 50-те година на 20 век насам много от неговите стихотворения са превърнати в музика и изпети от Лео Фере и Жан Фера, което позволява на широката публика да се запознае с творчеството му. Заедно със съпругата си са една от емблематичните двойки на френската литература от 20 век.

## Биография

### Ранни години
Луи Арагон е роден по всяка вероятност на 3 октомври 1897 година в Париж. Той е извънбрачно дете на политика Луи Андрийо, бивш депутат и бивш префект на полицията в Париж, потомък на богато протестантско семейство. Майка му, Маргарит Тука, католичка от средната класа е седемнадесетгодишна, когато го ражда. Андрийо не признава официално сина си, който дълго време го смята за свой кръстник. Арагон е отгледан от баба си по майчина линия.
Луи Арагон е роден на място, което не е известно със сигурност: най-вероятно Париж, но може би Ньой сюр Сен, цитиран от някои източници, или Тулон (място, където бременната му майка се оттегля, за да „скрие това нещастие“) Той израства заобиколен от жени. Името „Арагон“ е избрано от Луи Андрие при декларацията за раждането на детето в памет на Арагон, известен като посланик в Испания. За да се запази честта на майчиното семейство, произтичащо от Масилон, и това на префекта, детето се представя като едновременно осиновен син на баба си по майчина линия Клер Тука, брат на майка му и кръщелник на баща му. Творчеството на Луи Арагон ще отрази тайната рана, че не е бил признат от баща си, тридесет и три години по-възрастен от майка му.
Луис Арагон учи в училището Сент Пиер в Ньой сюр Сен, където е заедно с братята Жак Превер и Пиер Превер, след което продължава обучението си в Лисе Карно.
Мобилизиран е през Първата световна война, на фронта той преживява гледката на ранената плът, насилието, ужаса, от който човек никога не се възстановява напълно, но който се появяваа отново в творчеството му и който е в основата на бъдещи ангажименти. Той получава военен кръст и остава мобилизиран две години в окупирания Рейнланд.

### Начало на литературна дейност
След края на Първата световна война Арагон се включва в движението на дадаизма, а през 1924 година е сред основателите на групата на сюрреалистите, заедно с Андре Бретон и Филип Супо. Заедно с други сюрреалисти той симпатизира на Френската комунистическа партия и в началото на 1927 година става неин член, като остава комунист до края на живота си.

### Скъсване със сюрреализма
През 1933 година Луи Арагон започва редовно да пише за рубриката „Новини накратко“ във вестника на Френската комунистическа партия „Юманите“. Придържа се към официалната политика на партията и през 1935 година остро критикува Бретон, който защитава свързвания с Лев Троцки руски писател и революционер Виктор Серж.

### 40-те години
Поезията му е вдъхновявана от любовта към съпругата му – Елза Триоле, снаха на Владимир Маяковски. През Втората световна война заедно с поетите Пол Елюар, Жан Превост, Жан-Пиер Росне и др. взема активно участие в антинацистката Съпротива.

### Следвоенен период
През 1957 г. получава Ленинска награда за мир от съветското правителство.

### Последни години
След смъртта на съпругата си на 16 юни 1970 г. Арагон публично оповестява, че е бисексуален, заживява с поета Мишел Ларивиер, и взема участие в гей паради. Умира на 24 декември 1982 г. в Париж.